# Filmografia de Jake Gyllenhaal

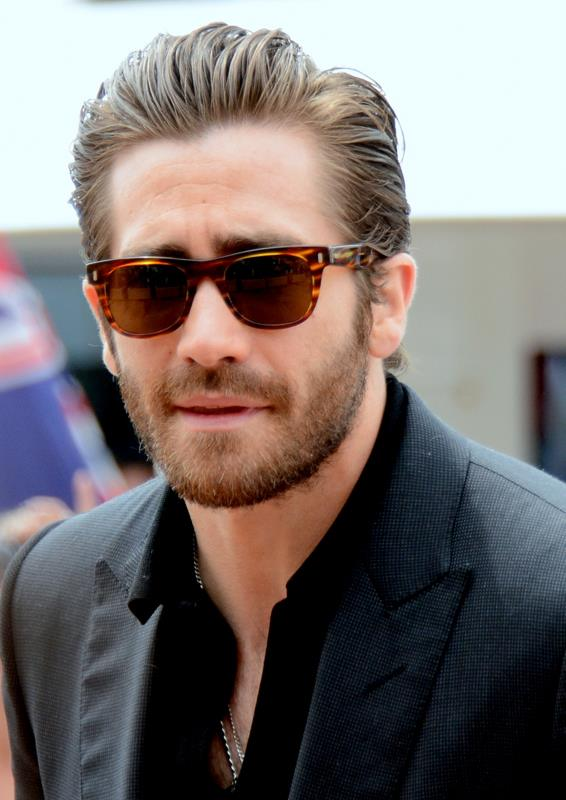
Jake Gyllenhaal no Festival de Cannes, em 2015.

Jake Gyllenhaal é um ator estadunidense cuja carreira cinematográfica expande-se em mais de 35 longa-metragens, três programas televisivos e quatro vídeos musicais. Gyllenhaal iniciou no cinema em 1991 através de um pequeno papel no drama City Slickers. Em 1993, atuou em A Dangerous Woman, uma adaptação dirigida por seu próprio pai, o cineasta Stephen Gyllenhaal e co-escrito por sua mãe, Naomi Foner, e baseado no romance homônimo de Mary McGarry Morris. No ano seguinte, Gyllenhaal interpretou o filho de Robin Williams em um episódio da série televisiva policial Homicide: Life on the Street. Em 1999, Gyllenhaal estrelou o drama October Sky, que recebeu críticas positivas e rendeu-lhe bons comentários por sua performance como o engenheiro Homer Hickam.
Em 2001, Gyllenhaal atuou na comédia Bubble Boy, que foi um fracasso de crítica e bilheteria e tornou-se uma comédia de gênero cult. Posteriormente no mesmo ano, estrelou o drama Donnie Darko ao lado de sua irmã e também atriz Maggie Gyllenhaal e Drew Barrymore. Sua performance neste filme como um adolescente esquizofrênico rendeu-lhe críticas positivas pela imprensa especializada. Em 2004, estrelou o filme de desastre The Day After Tomorrow que, apesar das críticas mistas, foi um sucesso comercial em todo o mundo. No ano seguinte, dividiu as telas com Heath Ledger no aclamado drama romântico Brokeback Mountain, pelo qual receberam indicações ao Óscar. No mesmo ano, estrelou os dramas Jarhead and Proof.
Gyllenhaal interpretou o autor e jornalista Robert Graysmith no suspense Zodiac. Dirigido por David Fincher, o filme aborda a história do serial killer que assombrou a Área da Baía nas décadas de 1960 e 1970, contando também com a atuação de Robert Downey Jr. Em 2010, interpretou Príncipe Dastan no filme de fantasia e aventura Prince of Persia: The Sands of Time, que recebeu críticas mistas e foi um sucesso de bilheteria. No mesmo ano, Gyllenhaal estrelou ao lado de Anne Hathaway a comédia romântica Love & Other Drugs.

## Filmografia

### Cinema
| Ano  | Título original                       | Papel                            | Diretor            | Ref.   |
| ---- | ------------------------------------- | -------------------------------- | ------------------ | ------ |
| 1991 | City Slickers                         | Daniel Robbins                   | Ron Underwood      |        |
| 1993 | Josh and S.A.M.                       | Leon Coleman                     | Billy Weber        |        |
| 1993 | A Dangerous Woman                     | Edward                           | Stephen Gyllenhaal |        |
| 1998 | Homegrown                             | Jake / Kahan Azul                | Stephen Gyllenhaal |        |
| 1999 | October Sky                           | Homer Hickam                     | Joe Johnston       |        |
| 2001 | Donnie Darko                          | Donnie Darko                     | Richard Kelly      | [ 9 ]  |
| 2001 | Bubble Boy                            | Jimmy Livingston                 | Blair Hayes        |        |
| 2001 | Lovely and Amazing                    | Jordan                           | Nicole Holofcener  |        |
| 2002 | Highway                               | Pilot Kelson                     | James Cox          |        |
| 2002 | The Good Girl                         | Thomas "Holden" Worther          | Miguel Arteta      |        |
| 2002 | Moonlight Mile                        | Joe Nast                         | Brad Silberling    |        |
| 2004 | Jiminy Glick in Lalawood              | Ele mesmo                        | Vadim Jean         |        |
| 2004 | The Day After Tomorrow                | Sam Hall                         | Roland Emmerich    | [ 10 ] |
| 2005 | The Man Who Walked Between the Towers | Narrador (voz)                   | Michael Sporn      |        |
| 2005 | Brokeback Mountain                    | Jack Twist                       | Ang Lee            |        |
| 2005 | Proof                                 | Harold Dobbs                     | John Madden        |        |
| 2005 | Jarhead                               | Anthony Swofford                 | Sam Mendes         |        |
| 2007 | Zodiac                                | Robert Graysmith                 | David Fincher      | [ 11 ] |
| 2007 | Rendition                             | Douglas Freeman                  | Gavin Hood         | [ 12 ] |
| 2009 | Brothers                              | Tommy Cahill                     | Jim Sheridan       |        |
| 2010 | Prince of Persia: The Sands of Time   | Dastan                           | Mike Newell        | [ 13 ] |
| 2010 | Love & Other Drugs                    | Jamie Randall                    | Edward Zwick       | [ 14 ] |
| 2011 | Source Code                           | Colter Stevens                   | Duncan Jones       | [ 15 ] |
| 2012 | End of Watch                          | Oficial Taylor                   | David Ayer         | [ 16 ] |
| 2013 | Prisoners                             | Detetive Loki                    | Denis Villeneuve   | [ 17 ] |
| 2013 | Enemy                                 | Adam Bell / Anthony Clair        | Denis Villeneuve   | [ 18 ] |
| 2014 | Nightcrawler                          | Louis Bloom                      | Dan Gilroy         | [ 19 ] |
| 2015 | Accidental Love                       | Howard Birdwell                  | David O. Russell   | [ 20 ] |
| 2015 | Southpaw                              | Billy Hope                       | Antoine Fuqua      | [ 21 ] |
| 2015 | Everest                               | Scott Fischer                    | Baltasar Kormákur  | [ 22 ] |
| 2016 | Demolition                            | Davis Mitchell                   | Jean-Marc Vallée   | [ 23 ] |
| 2016 | Nocturnal Animals                     | Edward Sheffield / Tony Hastings | Tom Ford           | [ 24 ] |
| 2017 | Life                                  | Dr. David Jordan                 | Daniel Espinosa    | [ 25 ] |
| 2017 | Okja                                  | Dr. Johnny Wilcox                | Bong Joon-ho       | [ 26 ] |

### Televisão
| Ano  | Título original              | Papel           | Diretor            | Ref.   |
| ---- | ---------------------------- | --------------- | ------------------ | ------ |
| 1994 | Homicide: Life on the Street | Matthew Ellison | Stephen Gyllenhaal |        |
| 2007 | Saturday Night Live          | Ele mesmo       | Don Roy King       | [ 27 ] |
| 2011 | Man vs. Wild                 | Ele mesmo       | Matt Brandon       | [ 28 ] |
| 2016 | Inside Amy Schumer           | Ele mesmo       | Ryan McFaul        | [ 29 ] |